# Jacob Reynolds
Pour les articles homonymes, voir Reynolds.
Jacob Reynolds (né le 13 mai 1983 à St. Petersburg, Floride) est un acteur américain. 

## Biographie
Son épouse est l'actrice Helen Spaw.

## Filmographie

### Acteur

#### Cinéma
- 1993 : Graine de star : Baseball Boy
- 1994 : Aux bons soins du Dr Kellogg : George Kellogg enfant
- 1997 : Gummo : Solomon
- 1998 : Casses en tous genres : Ira
- 1999 : Getting to Know You : Lamar Pike, Jr.
- 1999 : Pour l'amour du jeu : Wheeler's Nephew
- 2005 : Life on the Ledge : Donnie
- 2006 : December Ends : Skyler Rudin
- 2006 : Loren Cass : The Suicide Kid
- 2009 : The Blind : Raymond
- 2011 : All One Moment
- 2012 : The Aggression Scale : Freddie
- 2014 : Glamarus : Dylan
- 2018 : Dropa

#### Courts-métrages
- 2005 : Voodoo Doll
- 2008 : So Many Happy Memories
- 2009 : Terracotta
- 2010 : Two Years
- 2013 : Pumphandle USA

### Producteur

#### Cinéma
- 2007 : The Sounds of the Underground
- 2011 : All One Moment

#### Courts-métrages
- 2006 : Goomar
- 2008 : So Many Happy Memories
- 2010 : Itch
- 2010 : Two Years

### Directeur de production

#### Cinéma
- 2007 : The Sounds of the Underground

### Scénariste

#### Cinéma
- 2007 : The Sounds of the Underground
- 2011 : All One Moment

#### Courts-métrages
- 2010 : Two Years